# Staškov
Staškov (Hongaars: Szaniszlófalva) is een Slowaakse gemeente in de regio Žilina, en maakt deel uit van het district Čadca.
Staškov telt 2.773 inwoners.